# توماش كازماريك
توماش كازماريك (بالبولندية: Tomasz Kaczmarek)‏ هو مدرب كرة قدم بولندي، ولد في 20 سبتمبر 1984 في فروتسواف في بولندا.

## وصلات خارجية
- توماش كازماريك على موقع قاعدة بيانات كرة القدم.إي يو (الإنجليزية)
- توماش كازماريك على موقع Soccerway.com (الإنجليزية)